# Rio Ivaí (vattendrag i Brasilien, Paraná)
Rio Ivaí är ett vattendrag i Brasilien.   Det ligger i delstaten Paraná, i den södra delen av landet, 1 000 km sydväst om huvudstaden Brasília.
Trakten runt Rio Ivaí består i huvudsak av gräsmarker. Runt Rio Ivaí är det glesbefolkat, med 15 invånare per kvadratkilometer.